# Daïra de Yellel
La daïra de Yellel est une circonscription administrative algérienne située dans la wilaya de Relizane. Son chef-lieu est situé sur la commune éponyme de Yellel.
La daïra regroupe les quatre communes de Yellel, Aïn Rahma, Kalaa, et Sidi Saada.